# Dimples
Dimples er en amerikansk stumfilm fra 1916 af Edgar Jones.

## Medvirkende
- Mary Miles Minter som Dimples.
- William Cowper.
- John J. Donough som Horton.
- Thomas Carrigan som Robert Stanley.
- Schuyler Ladd som Joseph Langdon.